# Nicotiana tabacum
Nicotiana tabacum L. è una pianta perenne a foglia corta, appartenente alla famiglia Solanacee, originariamente diffusa nel Nord e Sudamerica.

Il nome tabacco viene usato per parlare del prodotto ottenuto essiccando le foglie di questa pianta. La pianta, che si trova solo in coltivazione, è la più comunemente coltivata tra tutti i membri del genere Nicotiana, principalmente per ottenere materiale per sigarette e sigari. Cresce ad un'altezza compresa tra 1 e 2 metri.

## Storia
Nel suo primo viaggio nel Nuovo Mondo, Cristoforo Colombo conobbe la pianta presso gli indigeni dell'isola di Hispaniola.
Nel 1560 il diplomatico Jean Nicot de Villemain portò alla corte francese dei semi di tabacco e delle foglie della pianta, descritta come un "farmaco miracoloso". Nel 1586 il botanico Jaques Dalechamps diede alla pianta il nome di Nicotiana Herba, nome adottato anche da Linneo. Inizialmente la Nicotiana fu ritenuta una pianta decorativa, poi una panacea, prima di diventare la pianta che produce il tabacco da fumo. Nel 1851, il chimico belga Jean Stas è stato il primo a dimostrare l'uso del tabacco come un veleno, estratto dal mondo civilizzato. Il conte belga Hippolyte Visart de Bocarmé aveva avvelenato il fratellastro con estratto di foglie di tabacco, al fine di acquisire urgentemente i suoi beni; questa è stata la prima prova esatta della presenza di alcaloidi in medicina legale.

## Descrizione
Nicotiana tabacum è una pianta erbacea annuale, poco ramificata, alta generalmente tra 1-2 metri, con picchi di 2,5 m, con grandi foglie verdi e lunghi fiori bianco-rosato a forma di tromba. Tutte le parti sono vischiose e coperte di peli corti ghiandolari, che trasudano una secrezione gialla contenente nicotina.
Ogni parte della pianta, tranne il seme, contiene nicotina, ma la concentrazione è correlata a fattori diversi quali la cultivar, il tipo di terreno, la conduzione colturale e le condizioni atmosferiche; inoltre la concentrazione di questa sostanza aumenta con l'età della pianta. Le foglie di tabacco contengono tra il 2-8% di nicotina. La distribuzione della nicotina nella pianta matura è piuttosto variabile: il 64% del totale si trova nelle foglie, il 18% nello stelo, il 13% nella radice, e il 5% nei fiori.

### Foglie
Le foglie hanno una grandezza molto varia; le foglie più basse sono le più grandi, fino a 60 cm di lunghezza, ellittiche, poco acuminate all'apice, decorrenti alla base, mentre le foglie seguenti sono sempre più piccole in termini di dimensioni.

### Fiori

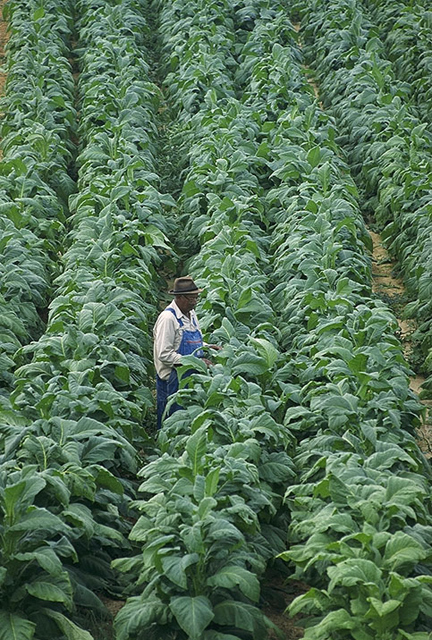
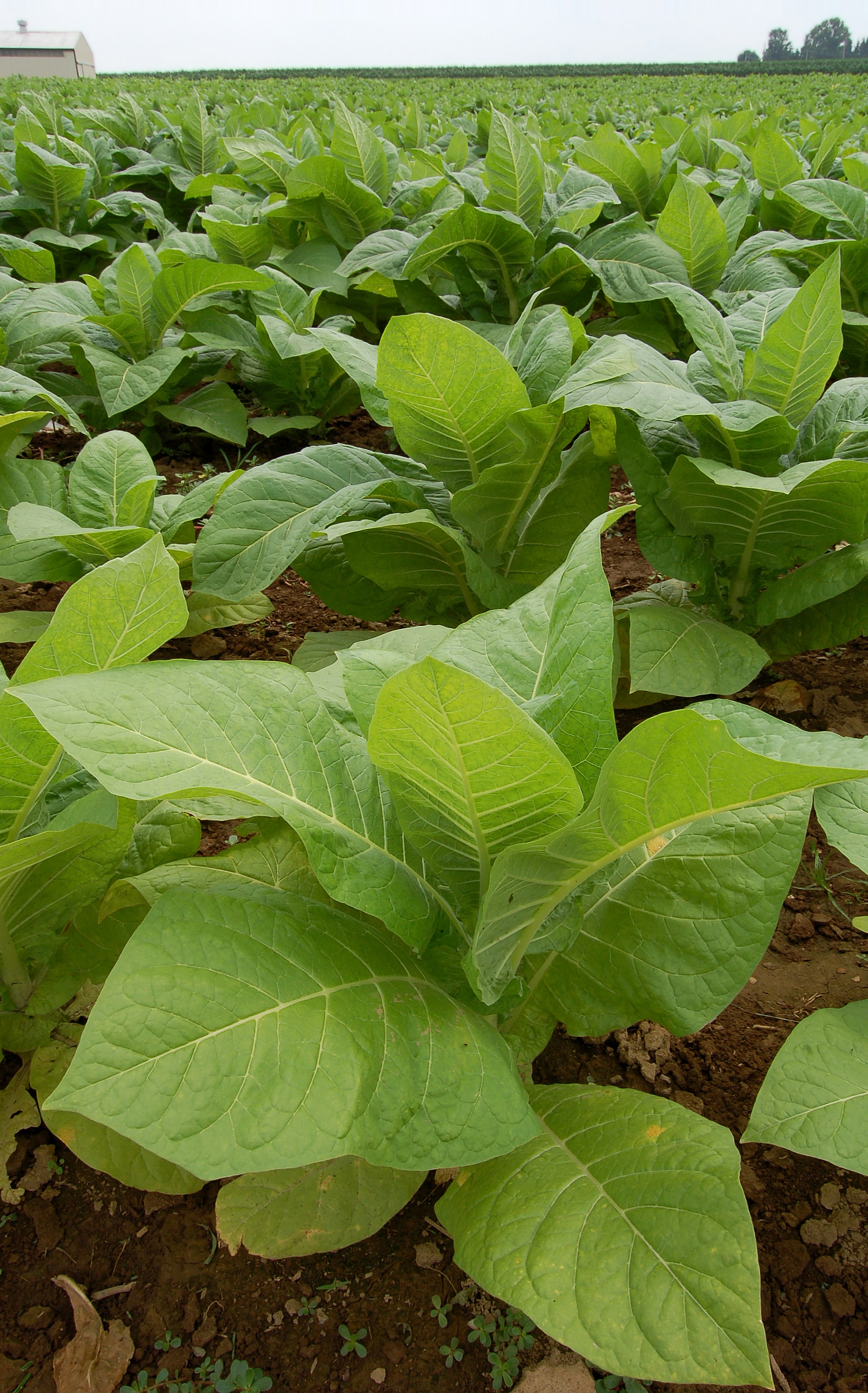
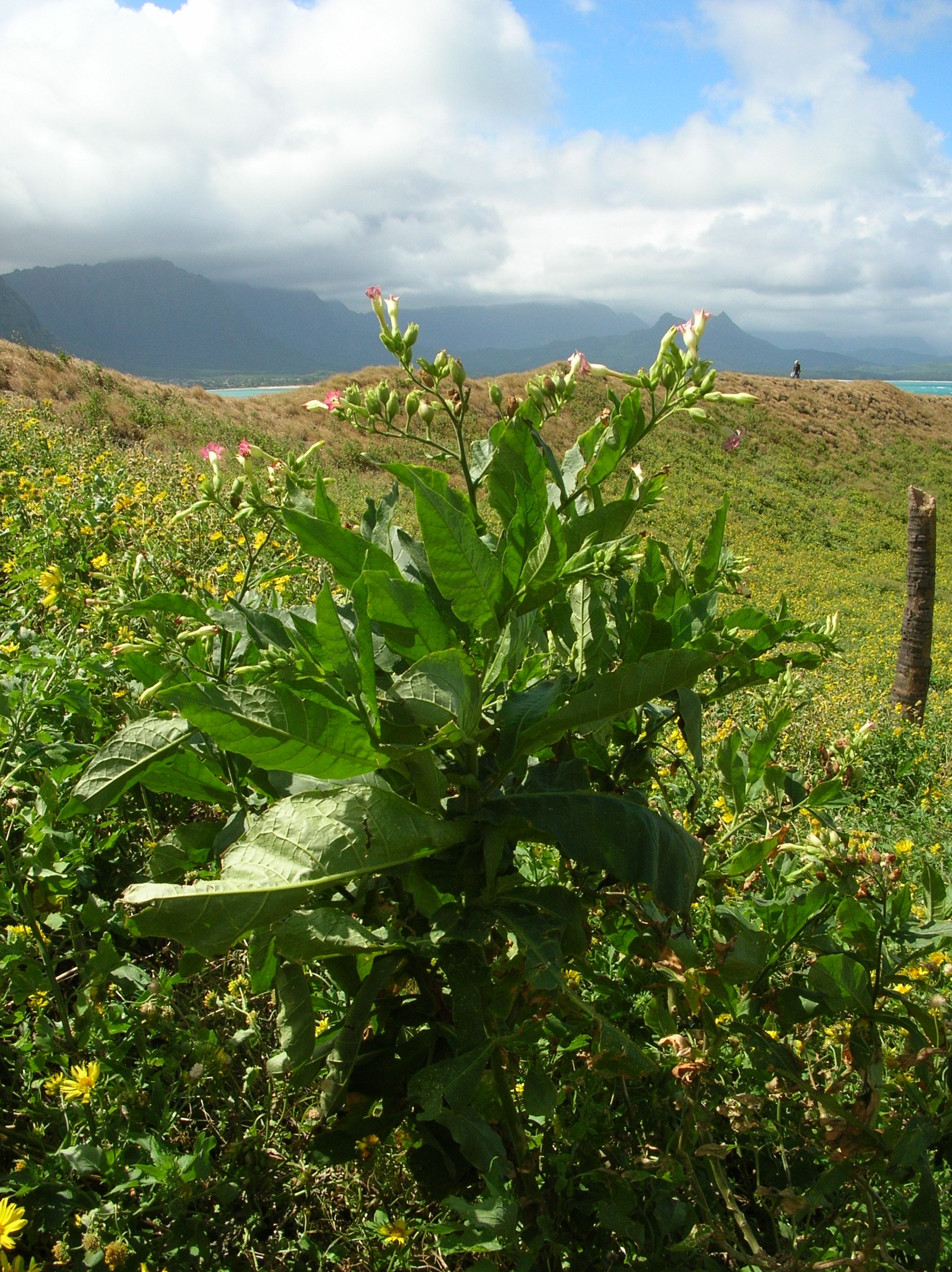
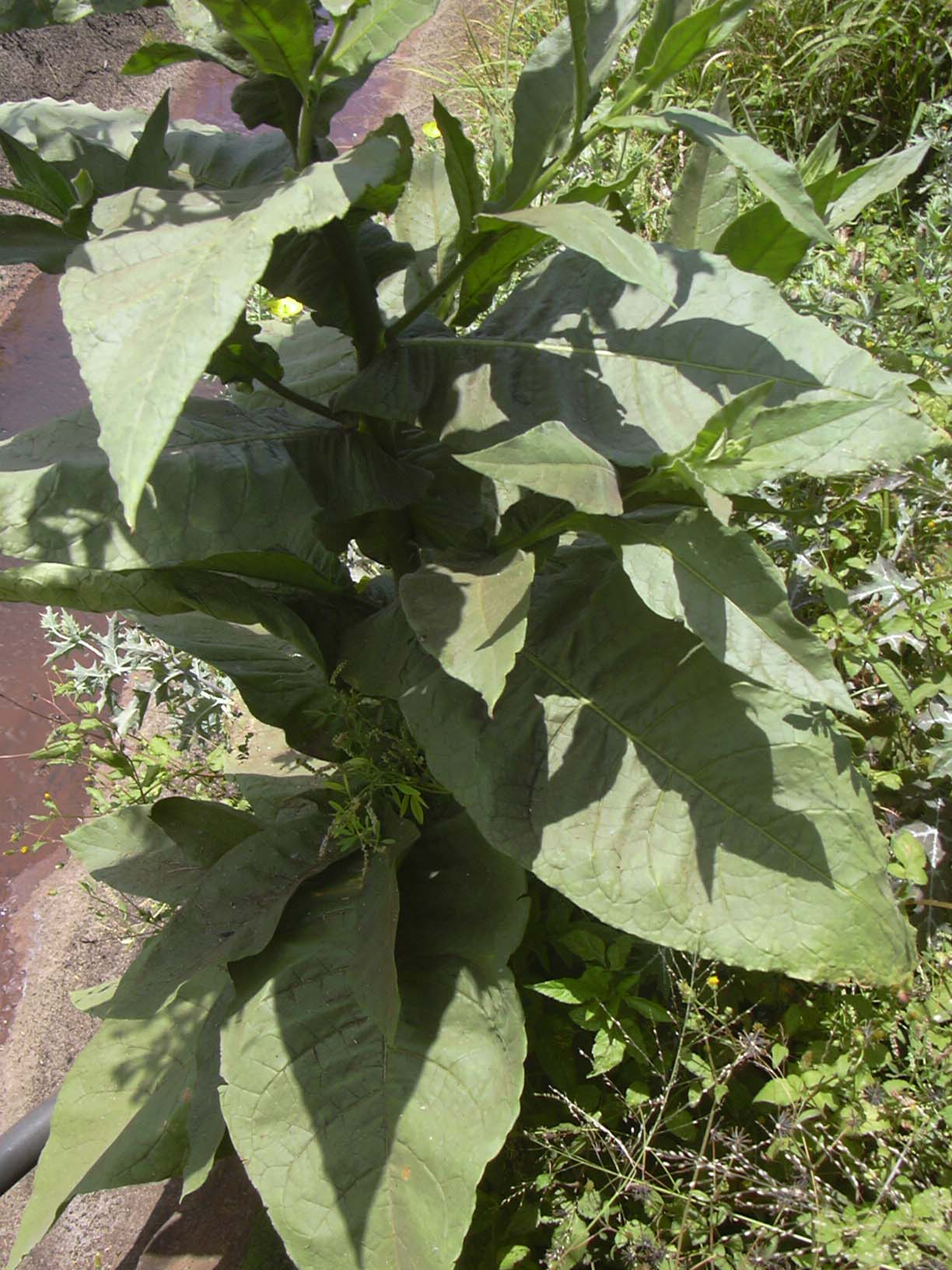
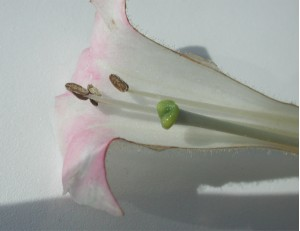

Nella parte terminale, vi sono molte infiorescenze, con un calce gamopetalo di 5–6 cm di lunghezza, 5mm di diametro, ampliato nel terzo inferiore (calice gamosepalo) e nel terzo superiore (gola), con lobi triangolari, di colore bianco-rosato, ma talvolta viola pallido o color carminio. I semi sono molto numerosi, molto piccoli, di forma ovoidale o reniforme, di colore marrone.

## Distribuzione e habitat
N. tabacum è nativa delle zone tropicali e subtropicali dell'America, ma ora è coltivata commercialmente in tutto il mondo. Alcune varietà sono coltivate come piante ornamentali, mentre altre ancora crescono come piante infestanti.
N. tabacum è sensibile alla temperatura, al vento, all'umidità di terra e al tipo di terreno. Le temperature tra 20-30 °C sono le migliori per una crescita adeguata, così come è preferibile un'umidità atmosferica tra l'80 e l'85% ed un basso livello di azoto del suolo.